# Motorzug
Der Motorzug bezeichnet bei Luftfahrzeugen den um einen gewissen Winkel versetzten Einbau der Luftschraubenwelle relativ zur Längsachse. So wird bei rechtsdrehender Luftschraube ein Motorzug nach rechts bzw. bei linkssdrehender Luftschraube ein Motorzug nach links gewählt. Dies findet auch speziell im Flugmodellbau vermehrt Anwendung.
Von der Luftschraube eines Propellerflugzeuges mit Zugmotor wird Luft nach hinten gedrückt, es entsteht der sogenannte Propellerstrahl. Dieser ist jedoch keine homogene Strömung, sondern wird durch die Rotation der Luftschraubenblätter und deren Reibung in eine Art Korkenzieherbewegung im Drehsinn der Luftschraube versetzt. Bei einmotorigen Mustern erfährt das Seitenleitwerk, das zur Stabilisierung des Flugzeuges um die Gierachse und deren Steuerung dient, deshalb eine ungleichmäßige Anströmung, wie auch (besonders rumpfnahe) Tragflächenteile und das Höhenleitwerk. Außerdem ruft das Gegendrehmoment des Motors am Flugzeug ein dem Propellerdrehsinn entgegengesetztes Rollmoment hervor. Ferner bewirkt der so genannte P-Faktor unter gewissen Bedingungen negative Effekte. Demnach würde das Flugzeug mit unter Last laufendem rechtsdrehenden Triebwerk bei neutraler Ruderstellung und ohne Motorzug die Tendenz aufweisen, eine Linkskurve einzuleiten. Um also ein gleichmäßiges Anströmen des Seitenleitwerks zu gewährleisten (und gleichzeitig den beiden anderen genannten Phänomenen entgegenzuwirken) wird ein entsprechender Motorzug gewählt.
Der korrigierende Effekt des Seitenzuges ist weitgehend von der abgegebenen Leistung und damit dem Triebwerksschubs abhängig. Dadurch ist die Korrektur durch den Motorzug weitgehend proportional zur entstehenden Störung. Ein Ausgleich des Gier-Moments durch einen Einstellwinkel ungleich null des Seitenleitwerks wäre unzweckmäßig, weil bei gedrosseltem oder stehendem Motor der Propellerstrahl stark reduziert ist bzw. fehlt und das Flugzeug dann entsprechend wieder die Tendenz zum unerwünschten Wegdrehen in die Gegenrichtung hätte. Zudem wäre das ausgleichende Moment bei verändertem Seitenrudereinstellwinkel geschwindigkeitsabhängig, was auf vorteilhafte Weise beim rein leistungsabhängigen Motorzug nicht der Fall ist.